# Angyalok és emberek (Presser Gábor-album)
Az Angyalok és emberek Presser Gábor harmadik szólólemeze.

## Közreműködők
- Presser Gábor – zongora, billentyűs hangszerek, Hammond-orgona, clavinet, xilofon, ütőhangszerek, kalimba, vibrafon, speciális effektek
- Werner Braito – szájharmonika
- Dumbo Quinte – konga
- Borlai Gergő – dob, ütőhangszerek
- Sipeki Zoltán – gitárok
- Fekete Kovács Kornél – trombita, szárnykürt
- Schreck Ferenc – harsona, trombon, basszusharsona
- Andrej Seban – gitár
- Horváth Kornél – konga
- Warren Haynes – gitár
- Garth Hudson – Hammond orgona, altszaxofon
- Don Alias – ütőhangszerek
- Papesch Péter – basszusgitár
- Ben Marotte – marimba
- Lantos Zoltán – hegedű

## Dalok
Az összes dal Presser Gábor szerzeménye, a dalszövegeket Sztevanovity Dusán és Presser Gábor írta.
1. A celofán-nap és a papír-hold (Presser Gábor – Sztevanovity Dusán)
2. Majd elfújja a szél (Presser Gábor)
3. Megemeltek az angyalok (Presser Gábor)
4. Én szeretem a túlerőt (Presser Gábor – Sztevanovity Dusán)
5. Engem is vigyél el! (Presser Gábor)
6. Milyen jó lenne (Presser Gábor – Sztevanovity Dusán)
7. Don Quijote Budapesten (Presser Gábor)
8. Jó veled (Presser Gábor)
9. Kék likőr (Presser Gábor)
10. Medvetánc (Presser Gábor – Sztevanovity Dusán)
11. Murzsi álmodik (Presser Gábor)

Teljes játékidő: 53:41